# ストルバイト
ストルバイト（struvite）はリン酸塩鉱物の1つ。化学式はNH4MgPO4·6H2Oで、リン酸マグネシウムアンモニウム(MAP)(Ammonium magnesium phosphate)の6水和物である。中性あるいはアルカリ性の水には溶けないが、酸性条件であれば容易に溶解する。

## 語源
1842年のハンブルク大火により焼け落ちた聖ニコライ教会の発掘調査中に化学者ウレックス（Georg Ludwig Ulex）により見出され、当地駐在で鉱物学に造詣の深かった外交官ハインリヒ・フォン・シュトルーヴェ(1772-1851)に因んで1846年に命名された。

## 缶詰
ストルバイトは水産物の缶詰中で生成して消費者からのクレームの元になることがある。胃の中で容易に溶けるため、食品衛生法上の問題はない。

## 結石

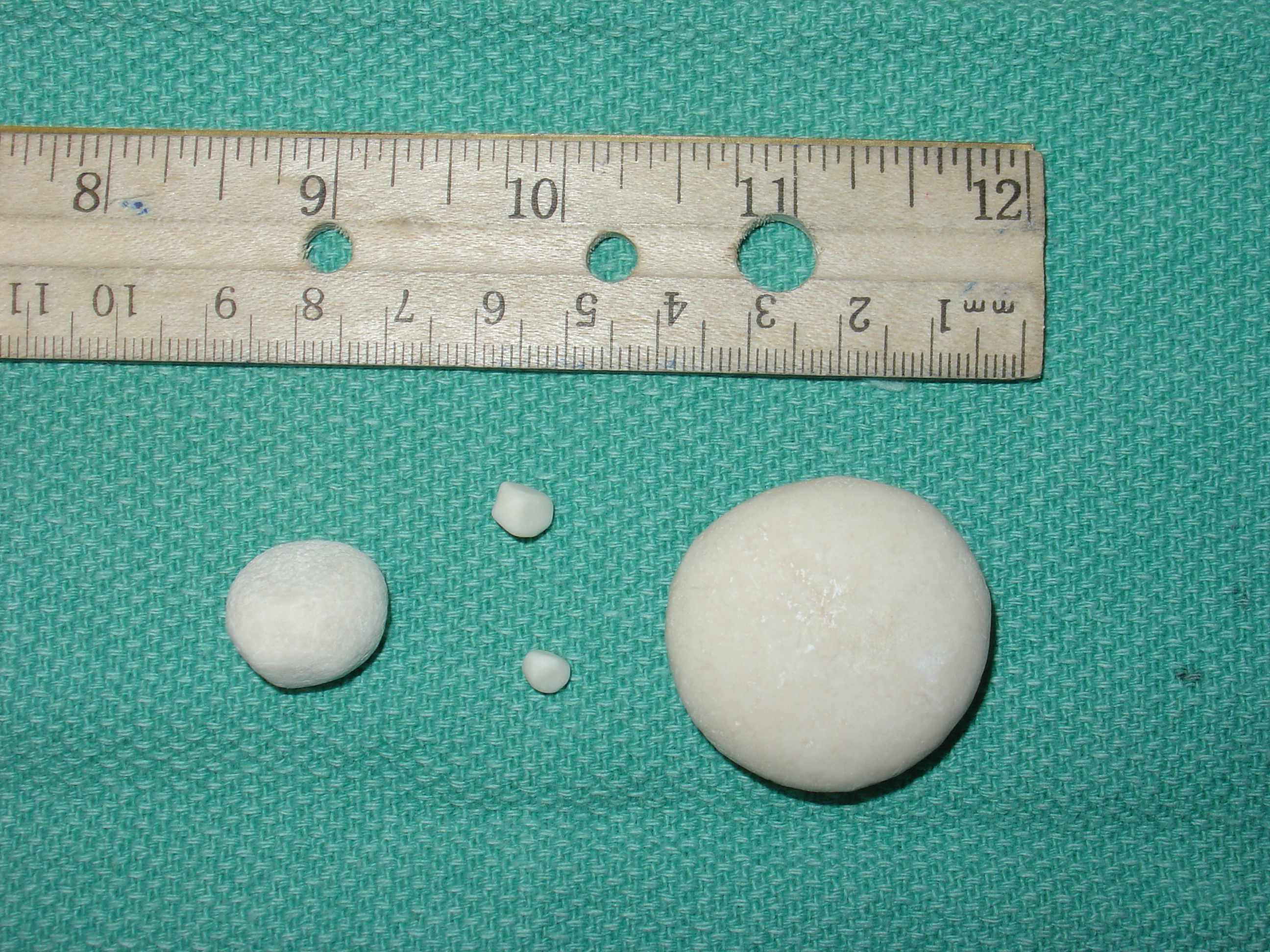
イヌのストルバイト膀胱結石

生体鉱物としてヒトを含む動物の尿路結石として見出される。特にイヌの結石として非常に多く見出され、ネコやヒトでも高頻度に見られる。尿路感染症があると、尿素がアンモニウムに代謝されpHがアルカリ性へ傾くため生じやすい。原因菌としてはプロテウス属、シュードモナス属、クレブシエラ属、ブドウ球菌属、マイコプラズマ属などが挙げられる。また感染がない場合でも、イヌやネコではしばしば膀胱に結石を生じ、排尿障害や血尿といった症状を示す。ネコの場合、フェロモンの成分となるタンパク質cauxinがストルバイトの結晶核となることが知られている。ウマの腸結石として見出されることも多い。

## 下水処理

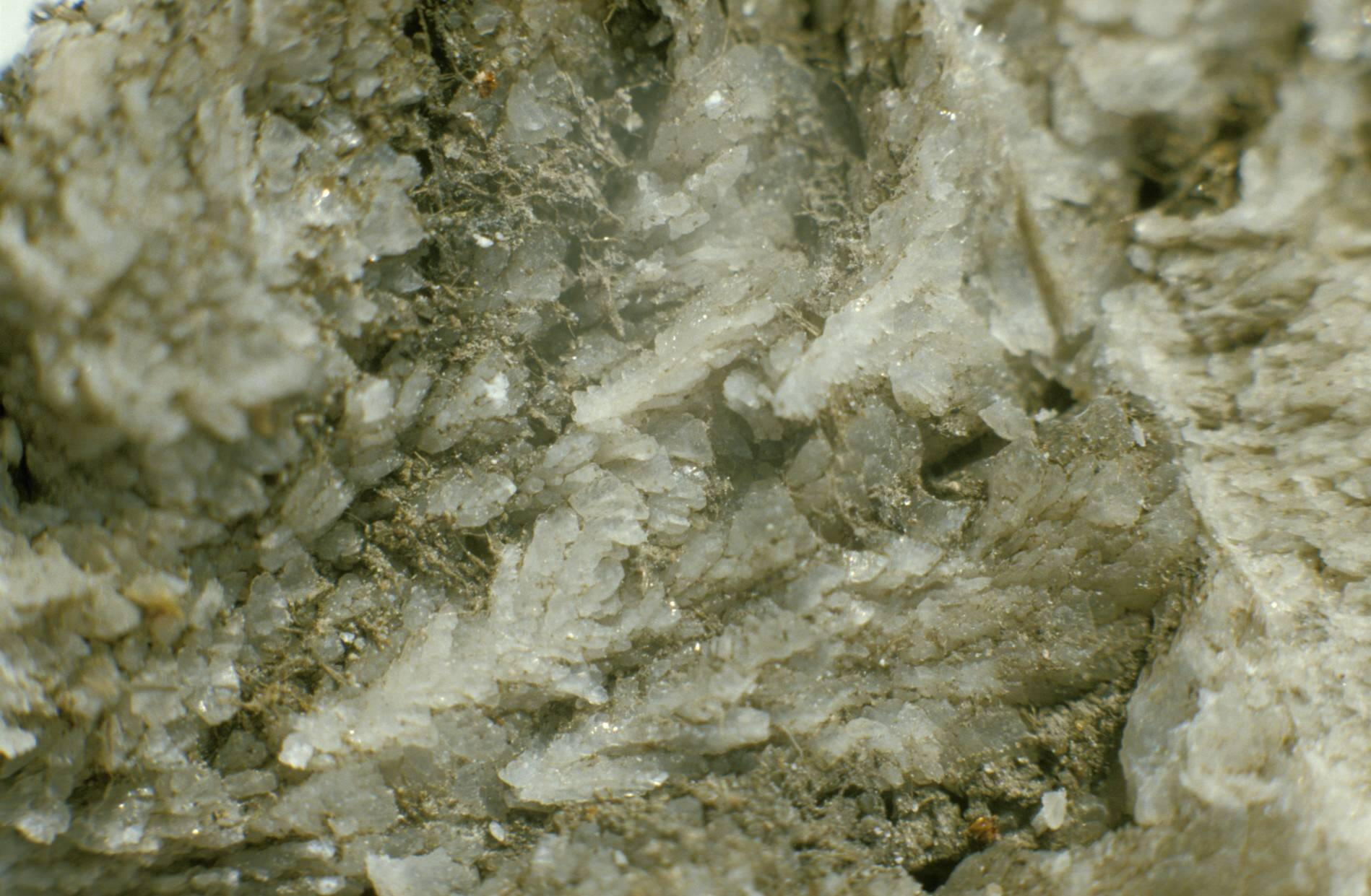
下水処理施設に付着したストルバイト

下水処理の過程で、とくに嫌気性細菌による分解でアンモニアとリン酸が生成された場合に問題になることがある。
ストルバイトはアルカリ性で水温が低い場合に析出しやすく、配管、遠心機、ポンプなどにスケールとして付着し、処理設備を詰まらせることがある。
逆に処理設備からストルバイトを回収し、肥料として利用することができる。